# Clemens Verenkotte
Clemens Verenkotte (* 3. August 1960 in Dinslaken) ist ein deutscher Historiker, Journalist und Hörfunk-Korrespondent der ARD.

## Leben
Verenkotte studierte nach zweijährigem Wehrdienst und einem zweijährigen Zeitungsvolontariat die Fächer Neuere und Neueste Geschichte, Politikwissenschaften und mittelalterliche Geschichte an der Albert-Ludwigs-Universität Freiburg im Breisgau und der Rheinischen Friedrich-Wilhelms-Universität Bonn. Während seiner Studienzeit wurde er Mitglied der katholischen Studentenverbindungen KDStV Arminia Freiburg im Breisgau und KDStV Novesia Bonn im CV. 1987 schloss er sein Studium mit dem Magister artium ab.
1991 wurde Verenkotte an der Albert-Ludwigs-Universität Freiburg mit der Arbeit Das brüchige Bündnis: Amerikanische Anleihen und deutsche Industrie 1924–1934 promoviert; er war Promotionsstipendiat der Harvard University in Boston und des Deutschen Historischen Instituts („German Historical Institute“) in Washington, D.C.
1987 wurde Verenkotte zunächst freier Mitarbeiter in der Abteilung Politik des Bayerischen Rundfunks (BR). 1990 wurde er dort Redakteur. 1991 bis 1994 war er Hörfunk-Korrespondent des Bayerischen Rundfunks in Berlin, von 1995 an Studioleiter des BR in Bonn und Berlin. 1995 bis 2001 war Verenkotte Korrespondent des Bayerischen Rundfunks in Washington, D.C. Von 2001 bis 2006 war er beim BR für das Ressort Außenpolitik zuständig. Von 2006 bis 2011 war er ARD-Hörfunk-Korrespondent in Tel Aviv, Israel, 2011 bis 2017 außenpolitischer Redakteur beim BR in München. Von 2017 bis 2022 war er Studioleiter und Hörfunk-Korrespondent im ARD Studio Wien/Südosteuropa. 2023 kehrte er zur Unterstützung des ARD-Hörfunkstudios zurück nach Tel Aviv.
Für den Deutschlandfunk ist der Mitautor von 25 Fachbeiträgen der täglichen Sendung Hintergrund.
2001 erhielt Verenkotte den Ersten Radio-Preis der Rias Berlin Kommission für seine zum Jahreswechsel 1999/2000 gesendete Reportage Das amerikanische Jahrtausend.

## Werke
- Die Herren der Welt: Das amerikanische Imperium; Droemer/Knaur München 2003; ISBN 3-426-77726-6
- Das Ende der friedlichen Gesellschaft: Deutschlands Illusionen im globalen Krieg; Droemer/Knaur München 2005; ISBN 3-426-27364-0